# Чемпіонат Чорногорії з футболу 2015—2016
Чемпіонат Чорногорії з футболу 2015/2016 років (або Перша ліга) — 10-й сезон найвищого рівня футбольних дивізіонів Чорногорії. Розпочався 8 серпня 2015 та фінішував 29 травня 2016. Чемпіоном стала Младост.

## Учасники та стадіони
| Команда   | Розташування     | Стадіон                       | Місткість |
| --------- | ---------------- | ----------------------------- | --------- |
| Бокель    | Котор            | «Под Врмцем»                  | 3 000     |
| Будучност | Подгориця        | «Под Ґоріцом»                 | 12 000    |
| Ґрбаль    | Радановічі       | «Грбаль» («Под Сутваром»)     | 1 500     |
| Дечич     | Тузі             | «Тушко Полє»                  | 1 500     |
| Зета      | Голубовці        | «Трешниця»                    | 4 000     |
| Іскра     | Даниловград      | «Браче Велашевич»             | 1 500     |
| Ловчен    | Цетинє           | «Обліча Поляна»               | 2 000     |
| Младост   | Подгориця        | «Цвієтні Брієг»               | 1 500     |
| Морнар    | Бар              | «Тополиця»                    | 2 000     |
| Петровац  | Петровац на Мору | «Под Малим Брдом»             | 1 500     |
| Рудар     | Плєвля           | «Градскі» («Под Ґолубінійом») | 10 000    |
| Сутьєска  | Никшич           | «Градскі» («Край Бистріце»)   | 10 800    |

## Турнірна таблиця
| М  | Команда   | І  | В  | Н  | П  | РМ    | О  |
| -- | --------- | -- | -- | -- | -- | ----- | -- |
| 1  | Младост   | 33 | 21 | 4  | 8  | 53−28 | 67 |
| 2  | Будучност | 33 | 19 | 6  | 8  | 48−21 | 63 |
| 3  | Рудар*    | 33 | 16 | 10 | 7  | 39−26 | 58 |
| 4  | Бокель    | 33 | 17 | 5  | 11 | 43−28 | 56 |
| 5  | Сутьєска  | 33 | 15 | 9  | 9  | 46−31 | 54 |
| 6  | Дечич     | 33 | 11 | 6  | 16 | 38−49 | 39 |
| 7  | Зета      | 33 | 10 | 8  | 15 | 37−42 | 38 |
| 8  | Ґрбаль    | 33 | 11 | 5  | 17 | 38−49 | 38 |
| 9  | Ловчен    | 33 | 9  | 9  | 15 | 32−42 | 36 |
| 10 | Іскра     | 33 | 7  | 13 | 13 | 29−51 | 34 |
| 11 | Петровац  | 33 | 8  | 9  | 16 | 33−51 | 33 |
| 12 | Морнар    | 33 | 9  | 6  | 18 | 30−48 | 33 |

Примітки: 

1. Клуб Рудар візьме участь у Лізі Європи УЄФА 2016—2017 як переможець Кубку Чорногорії з футболу 2016—2017

Позначення:
|  | — чемпіон, участь у Лізі чемпіонів |
|  | — участь у Лізі Європи             |
|  | — участь у стикових матчах         |
|  | — виліт у нижчу лігу               |

## Стикові матчі
Після закінчення сезону відбудуться стикові матчі за право грати у Першій лізі. Команди, які зайняли 10-е та 11-е місця у Першій лізі, зустрічатимуться із командами, які зайняли 2-е та 3-є місця у Другій.
| Команда 1         | Заг. | Команда 2 | 1-й матч | 2-й матч |
| ----------------- | ---- | --------- | -------- | -------- |
| 2/6 червня 2016   |      |           |          |          |
| Братство (Цієвна) | 2:8  | Іскра     | 2:2      | 0:6      |
| Цетинє            | 0:1  | Петровац  | 0:0      | 0:1      |

## Найкращі бомбардири
| Гравець         | Клуб    | Голів |
| --------------- | ------- | ----- |
| Марко Щепанович | Младост | 19    |
| Дарко Бєдов     | Зета    | 18    |